# Li Yang
Li Yang (17 d'octubre de 1993) és una esportista xinesa que competeix en judo, guanyadora d'una medalla de bronze al Campionat Asiàtic de Judo de 2013 en la categoria de +78 kg.

## Palmarès internacional
| Campionat Asiàtic | Campionat Asiàtic    | Campionat Asiàtic | Campionat Asiàtic |
| Any               | Lloc                 | Medalla           | Categoria         |
| ----------------- | -------------------- | ----------------- | ----------------- |
| 2013              | Bangkok ( Tailàndia) | 3                 | +78 kg            |